# Troglophilus brevicauda
Troglophilus brevicauda är en insektsart som beskrevs av Lucien Chopard 1934. Troglophilus brevicauda ingår i släktet Troglophilus och familjen grottvårtbitare. Inga underarter finns listade i Catalogue of Life.